# InterAgro
S.C. InterAgro S.A. este un grup de companii private cu capital mixt româno - britanic, înființat în anul 1994, care are ca principale domenii de activitate cultura cerealelor și a plantelor tehnice și comerțul exterior, îndeosebi exportul de îngrășăminte chimice pentru agricultură.
Comerțul exterior ca obiect de activitate a fost preluat de InterAgro de la acționarul majoritar, compania mamă S.C. Interaction S.R.L., companie privată cu capital mixt româno-britanic, înființată în anul 1991.
Grupul este deținut de omul de afaceri Ioan Niculae.
InterAgro deține producătorul de mezeluri Cicalex, un abator, dar și mai multe ferme de creștere a animalelor, a căror producție este valorificată în unități de procesare proprii.
InterAgro are o capacitate de stocare a cerealelor de 700.000 de tone în silozuri, la care se adaugă alte 450.000 de tone în magazii.
Grupul va inaugura la Zimnicea, în urma unei investiții de 65 milioane euro, o fabrică de bioetanol, a cărei producție va fi livrată atât pe piața internă, cât și pe cea externă.
În toamna anului 2004, compania administra 46.180 hectare teren arabil.
În anul 2008, suprafața a ajuns la 50.000 hectare.
Cea mai mare parte a suprafețelor este cultivată cu grâu, la care se adaugă culturi de rapiță, porumb și floarea-soarelui.
Cifra de afaceri:
- 2008: 1,09 miliarde euro[3]
- 2007: 1,3 miliarde euro[1]

## Divizii
Grupul Interagro deține sau a deținut următoarele companii:
- S.C. InterAgro S.R.L. Zimnicea
- S.C. Intercereal S.A. Fetești
- Comcereal Prahova - colectare, condiționare și depozitare de produse agricole
- Cerealcom Bacău - colectare, condiționare și depozitare de produse agricole
- Cerealcom Teleorman - colectare, condiționare și depozitare de produse agricole
- Suinprod - crescătorie de porci
- Interferm - crescătorie de vite
- Societatea Națională Tutunul Românesc (SNTR)
- Rafinăria Astra Română
- Asirom (ieșită, ulterior, din grupul InterAgro)
- Combinate chimice: Amonil Slobozia, Nitroporos Făgăraș, Viromet Victoria, Sofert Amurco Bacău, Azochim Săvinești și Donawchem Turnu Măgurele[6]. În anul 2009, combinatele Interagro produceau zilnic 4.000 tone de uree și alte 3.000 de tone de alte îngrășăminte chimice[7]. Cele șase combinate consumă laolaltă, circa 3 miliarde de metri cubi, la fel ca toată populația României.[8]
- În sectorul industriei alimentare, grupul InterAgro deține 7 fabrici de pâine și fabrica de conserve și prelucrare a cărnii Cicalex[9]. Tot pe acest segment, grupul mai deține, în Zimnicea, 4 fabrici, de producție și îmbuteliere băuturi alcoolice AlcoZim, de produse lactate, de zahăr și de procesare a tutunului[9].

## Istoric
În 2007, Interagro a vândut Asirom, unul din primii trei asiguratori de pe piața românească, către austriecii de la Vienna Insurance Group (VIG).
În noiembrie 2009, Interagro a finalizat investiția în prima rafinărie de bioetanol din sud-estul Europei, valoarea totală a acesteia ridicându-se la 100 de milioane de euro.